# Mas Pi (Santa Cristina d'Aro)
Mas Pi és un habitatge al terme de Santa Cristina d'Aro (Baix Empordà). Habitatge actualment adossat a una altra masia. L'interior està distribuït per una gran sala central, tant a la planta baixa com al pis, des de la qual s'accedeix a la resta de les dependències.
És coberta per un terrat, a la catalana, protegit per un mur baix que fa de barana. Les parets són arrebossades i emblanquinades, llevat dels marcs de les obertures de la planta baixa, que mostren la pedra. En un dels angles del terrat té una mena de torreta quadrangular que comunica amb l'escala interior.